# Коржовый Кут
Коржовый Кут (укр. Коржовий Кут) — село в Уманском районе Черкасской области Украины.
Население по переписи 2001 года составляло 225 человек. Почтовый индекс — 20332. Телефонный код — 4744.

## Местный совет
20362, Черкасская обл., Уманский р-н, с. Коржовый Кут, ул. Шевченка, 1